# Ішля (село)
І́шля (рос. Ишля, башк. Ишле) — село у складі Бєлорєцького району Башкортостану, Росія. Адміністративний центр Ішлинської сільської ради.
Населення — 436 осіб (2010; 580 в 2002).
Національний склад:
- росіяни — 64%
- башкири — 33%